# Manuel de Mazarredo y Mazarredo
Manuel de Mazarredo y Mazarredo (Bilbao, 27 de maig de 1807 – Madrid, 23 de gener de 1857) va ser un militar i polític espanyol, ministre de guerra durant el regnat d'Isabel II d'Espanya.
En esclatar la primera guerra carlina va posar-se de part de la jove reina Isabel II d'Espanya. Nomenat governador militar de Morella, va penetrar a Aragó i hi va derrotar els carlins a Aiguaviva de Bergantes l'abril de 1834 i a Benosul. Després va dirigir una brigada a Navarra i lluità al pont d'Arquijas i Sarraimax, on fou ferit. El 1837 fou enviat amb una divisió a Osca i fou obligat a retirar-se per la cavalleria carlina.
Fou nomenat cap d'Estat major Baldomero Espartero i, més tard, del general Ramón María Narváez. El desembre de 1843, ministre de la Guerra, càrrec que va exercir fins al maig de 1844. Durant el seu mandat es va crear la guàrdia civil.
Després fou Capità General de Castella la Vella. El 1845 també fou nomenat senador vitalici. Va ser novament ministre de Guerra el 1847 en el gabinet de Joaquín Pacheco. El 1852 fou nomenat Capità general del País Basc. Després de la vicalvarada del 1854 es va exiliar a França. Va morir poc temps després de tornar a Espanya.